# Stig Lennart Olsson
Stig Lennart Olsson, född 25 juni 1932, avliden 12 mars 2023 var en svensk handbollsspelare. Han spelade i mittförsvaret och som mittsexa i anfall.

## Karriär
Stig Lennart Olsson började spela i Göteborgsklubben IK Heim 13 år gammal. Han fick sitt genombrott 1955 då Heim vann SM-guld och Olsson spelade åtta landskamper för Sverige utomhus i VM i Tyskland. Han spelade också för ungdomslandslaget och var en god försvarsspelare, som spelade i mittförsvaret och var straffspecialist. Olsson vann SM-guld även 1959 och 1960 med Heim men flyttade sedan 1961 eller 1962. Han fick arbete i Linköping och valde att spela för IF Saab och vann med denna klubb ytterligare ett SM-guld 1968. Han spelade i klubben till 1971 då han blev spelande tränare för RP IF.
Stig Lennart Olsson blev efter 1955 mer given i landslaget. Han var med och vann VM 1958 i Östtyskland. Han spelade 63 landskamper för Sverige åren 1955–1964. Han är Stor Grabb.